# Pasłęk
Paslęk är en stad i Polen med 12 195 invånare. Staden ligger i Ermland-Masuriens vojvodskap.

## Historia
Staden var fram till 1945 en tysk stad i Ostpreussen och hette då Preußisch Holland. 
Konstnären Lotte Laserstein, död i Kalmar 1993, föddes 1898 i dåvarande Preußisch Holland.